# Esquí acuático en los Juegos Suramericanos de 2014: Overall femenino
La prueba de overall femenino de esquí acuático en Santiago 2014 se disputó en la Laguna Los Morros el día 9 de marzo de 2014. Participaron 6 atletas de esta disciplina.

## Resultados

### Final
| Rank              | Nombre                  | País     | Pje Slalom | Pje Figuras | Pje Salto | Total   |
| ----------------- | ----------------------- | -------- | ---------- | ----------- | --------- | ------- |
| Medalla de oro    | Fernanda Naser          | Chile    | 875.0      | 930.1       | 930.1     | 2794.84 |
| Medalla de plata  | Valentina González      | Chile    | 781.3      | 1000.00     | 1000.00   | 2781.25 |
| Medalla de bronce | María Delfina Cuglievan | Perú     | 1000.00    | 497.9       | 965.1     | 2463.01 |
| 4                 | María Alejandra de Osma | Perú     | 718.8      | 866.3       | 510.9     | 2095.92 |
| 5                 | Silvia Zarrate          | Colombia | 734.4      | 679.0       | 510.9     | 1924.30 |
| 6                 | Paula Jaramillo         | Colombia | 656.3      | 709.9       | 445.4     | 1811.54 |